# Gagrella leopoldi
Gagrella leopoldi is een hooiwagen uit de familie Sclerosomatidae.